# Першозванівська волость
Першозванівська волость — історична адміністративно-територіальна одиниця Слов'яносербського повіту Катеринославської губернії.
Станом на 1886 рік складалася з 9 поселень, 13 сільських громад. Населення — 3190 осіб (1662 чоловічої статі та 1528 — жіночої), 234 дворових господарства.
|                     | Площа, десятин | У тому числі орної, дес. |
| ------------------- | -------------- | ------------------------ |
| Сільських громад    | 2896           | 1441                     |
| Приватної власності | 25120          | 8840                     |
| Казенної власності  | 525            | 350                      |
| Іншої власності     | 120            | 60                       |
| Загалом             | 28661          | 10691                    |

Найбільші поселення волості:
- Першозванівка — колишнє власницьке село при річці Луганчик за 60 верст від повітового міста, 527 осіб, 107 дворів, православна церква, 2 щорічних ярмарки.
- Ганнівське — колишнє власницьке село при річці Луганчик, 136 особи, 23 двори, лавка.
- Еленівка — колишнє власницьке село при річці Луганчик, 473 особи, 76 дворів, лавка.
- Церковне — колишнє власницьке село при річці Луганчик, 409 осіб, 79 дворів, лавка.

За даними на 1908 рік до волості увійшла територія ліквідованої Кам'янської волості, населення зросло до 7794 осіб (3983 чоловічої статі та 3801 — жіночої), 1292 дворових господарств.
Станом на 1916 року: волосний старшина — Скиба Трофим Іванович, волосний писар — Волковський Петро Йосипович, голова волосного суду — Кравченко Михайло Макарович, виконувач обов'язків секретаря волосного суду — Довбня Георгій Павлович. 